# Polyura (Nymphalidae)
Bướm Nawab (tên khoa học Polyura) là một phân chi bướm trong họ Nymphalidae. Trước đây, được xếp vào một chi riêng biệt, tuy nhiên, từ năm 2009, chúng được xếp vào đồng nghĩa với chi Charaxes sau một nghiên cứu điều tra mối quan hệ phát sinh loài bằng phương pháp phân tích trình tự DNA. Theo đó, cùng với Euxanthe, chúng được phân loại là một phân chi thuộc chi Charaxes, tông Charaxini, phân họ Charaxinae.

## Phân bố
Bướm Nawab phổ biến ở châu Á. Chúng có nguồn gốc từ lãnh thổ Indomalayan và Australasian. Chúng phổ biến rộng rãi từ Pakistan đến đảo Okinawa, và từ Trung Quốc đến các đảo Thái Bình Dương ( Fiji, Tân Caledonia, Vanuatu).

## Các loài
Bướm Nawab được phân thành 3 nhóm hình thái được hỗ trợ bởi phát sinh loài phân tử:
P. athamas group:
- Charaxes agrarius (Swinhoe, 1887) – Anomalous nawab – southern India, Burma
- Charaxes alphius (Staudinger, 1886) – Staudinger's nawab – Sulawesi, Timor
- Charaxes arja (C. & R. Felder, [1867]) – Pallid nawab – north-eastern India, Sikkim, Assam, Burma, Thailand, Indochina
- Charaxes athamas (Drury, [1773]) – Common nawab
- Charaxes attalus (C. & R. Felder, 1867) - Java, Sumatra
- Charaxes bharata (Leech, 1891) –  India
- Charaxes hebe (Butler, [1866]) – Plain nawab
- Charaxes jalysus (C. & R. Felder, [1867]) – Malaysia, Sunda Islands, Thailand
- Charaxes luzonicus (Rothschild, 1899) – Philippines
- Charaxes moori (Distant, 1883) – Malayan nawab – Malaysia, Sunda Islands
- Charaxes paulettae (Toussaint, 2015) – India, Pakistan, Thailand
- Charaxes schreiber (Godart, [1824]) – Blue nawab

P. eudamippus group:
- Charaxes delphis (Doubleday, 1843) – Jewelled nawab – Assam, Burma, Malaya, Sumatra, Borneo
- Charaxes dolon (Westwood, 1847) – Stately nawab – Tibet, China, Kulu, Assam, Burma
- Charaxes eudamippus  (Doubleday, 1843) – Great nawab – central China, Kumaon, Assam, Burma
- Charaxes narcaeus (Hewitson, 1854) – China nawab – China, Naga Hills, Abor Valley, northern Burma
- Charaxes nepenthes (Grose-Smith, 1883) – – eastern China
- Charaxes posidonius (Leech, 1891) – Tibet, China
- Charaxes weismanni – (Fritze 1894) – Okinawa Island.Sometimes subspecies of Polyura eudamippus

P. pyrrhus group:
- Charaxes andrewsi (Butler, 1900) – Christmas emperor – Christmas Island
- Charaxes bicolor (Turlin & Sato, 1995) – Solomon Islands
- Charaxes caphontis (Hewitson, 1863) –  Fiji
- Charaxes clitarchus (Hewitson, 1874) – New Caledonia
- Charaxes cognatus Vollenhoven, 1861 – Sulawesi blue nawab –  Sulawesi
- Charaxes dehanii (Westwood, 1850) –  Java, Sumatra
- Charaxes epigenes (Godman & Salvin, 1888) –  Solomon Islands
- Charaxes gamma (Lathy, 1898) –  New Caledonia
- Charaxes gilolensis (Butler, 1869) – Moluccas
- Charaxes inopinatus (Röber, 1939) –  New Britain
- Charaxes jupiter (Butler, 1869) – New Guinea
- Charaxes pyrrhus  (Linnaeus, 1758) – Tailed nawab, tailed emperor –  Ambon, Ceram
- Charaxes sacco Smart, 1977 – Vanuatu
- Charaxes smilesi (Toussaint, 2015) –  Ceram
- Charaxes sempronius (Fabricius, 1793) – Tailed emperor, four tail – Australia, Lesser Sunda Islands

## Hình ảnh

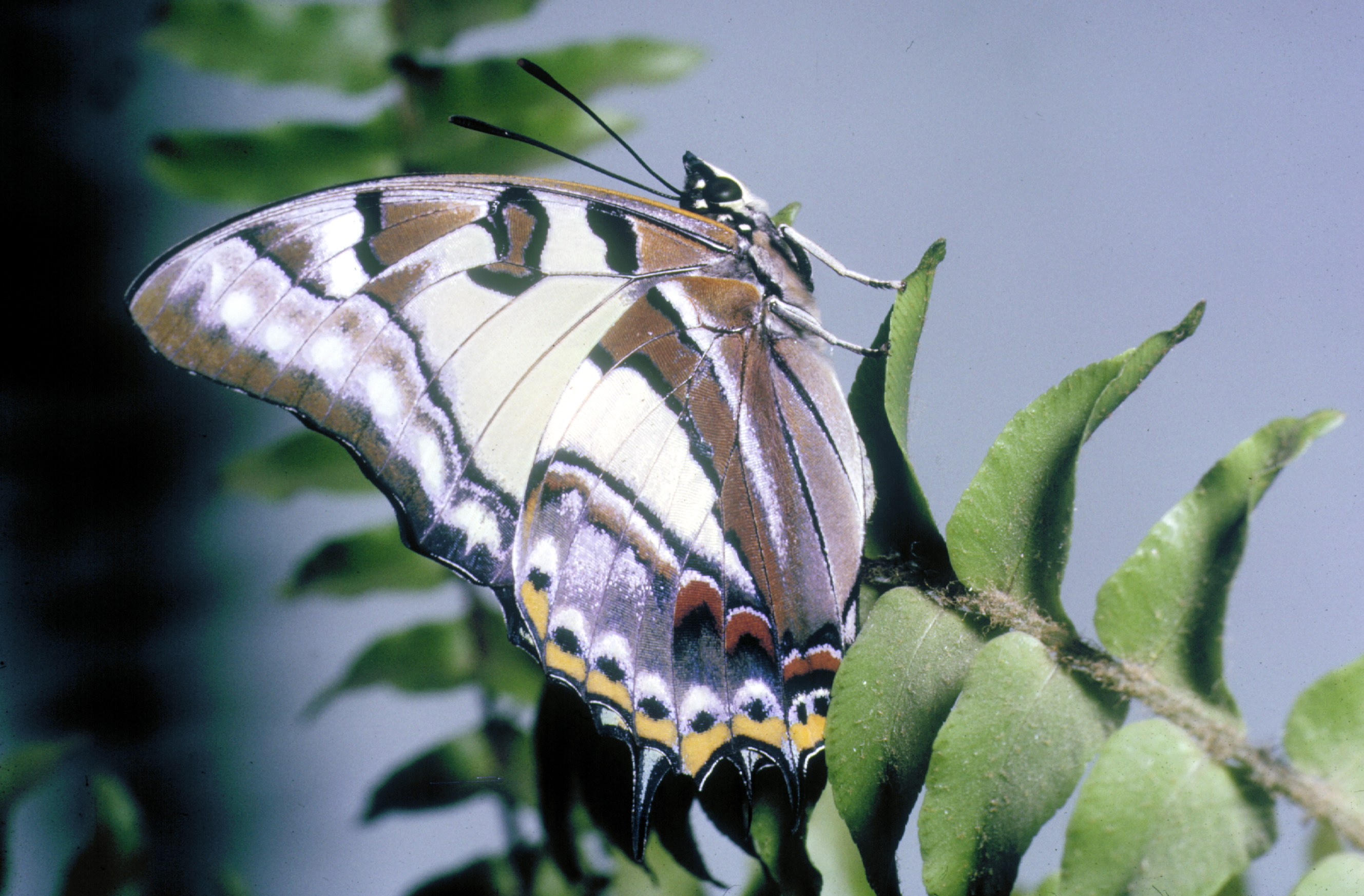
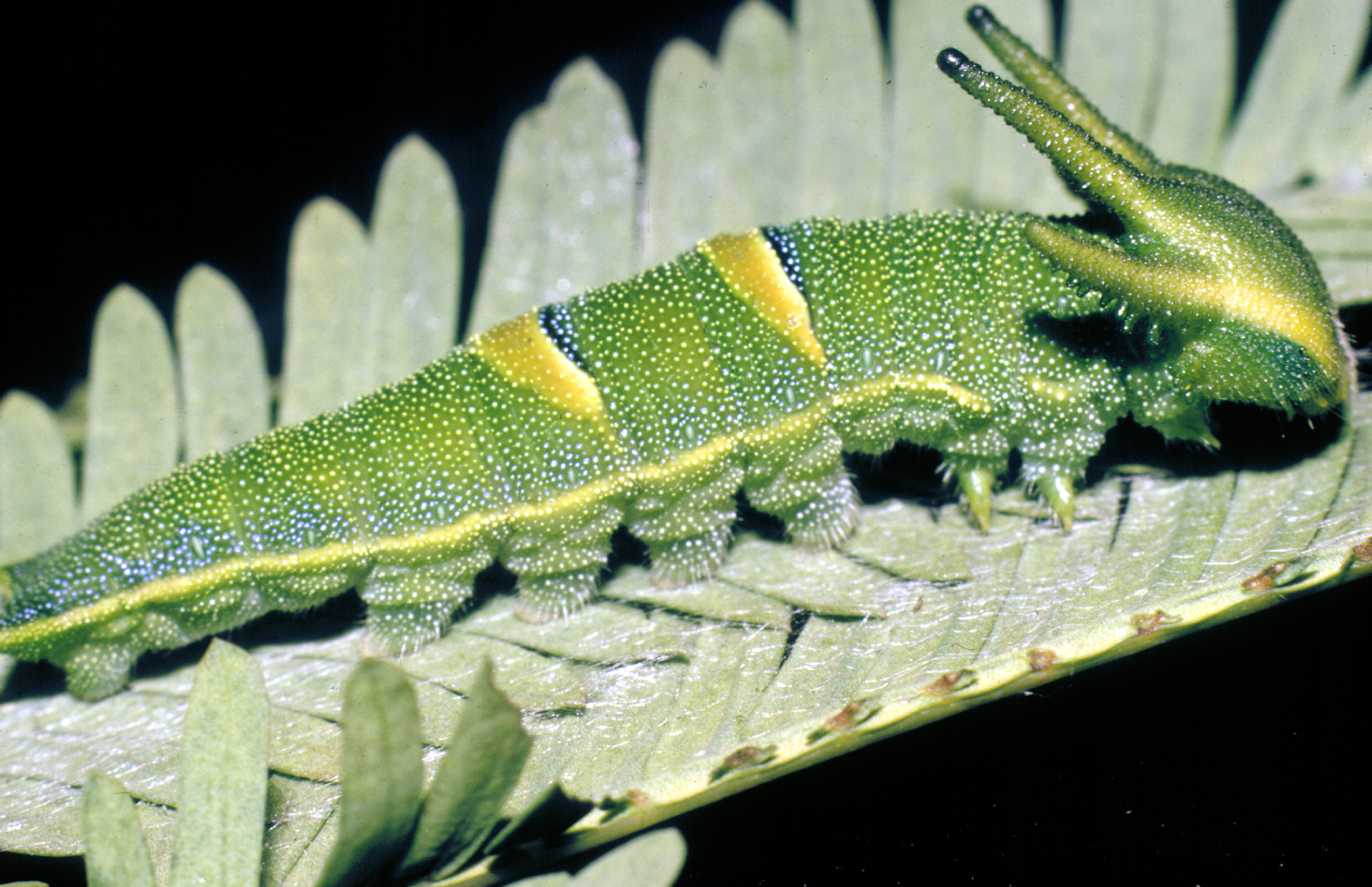
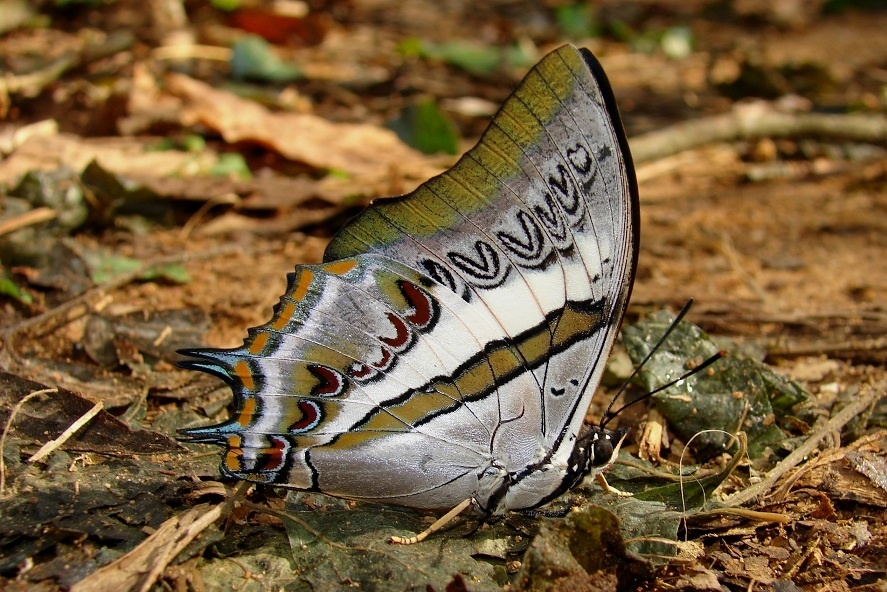
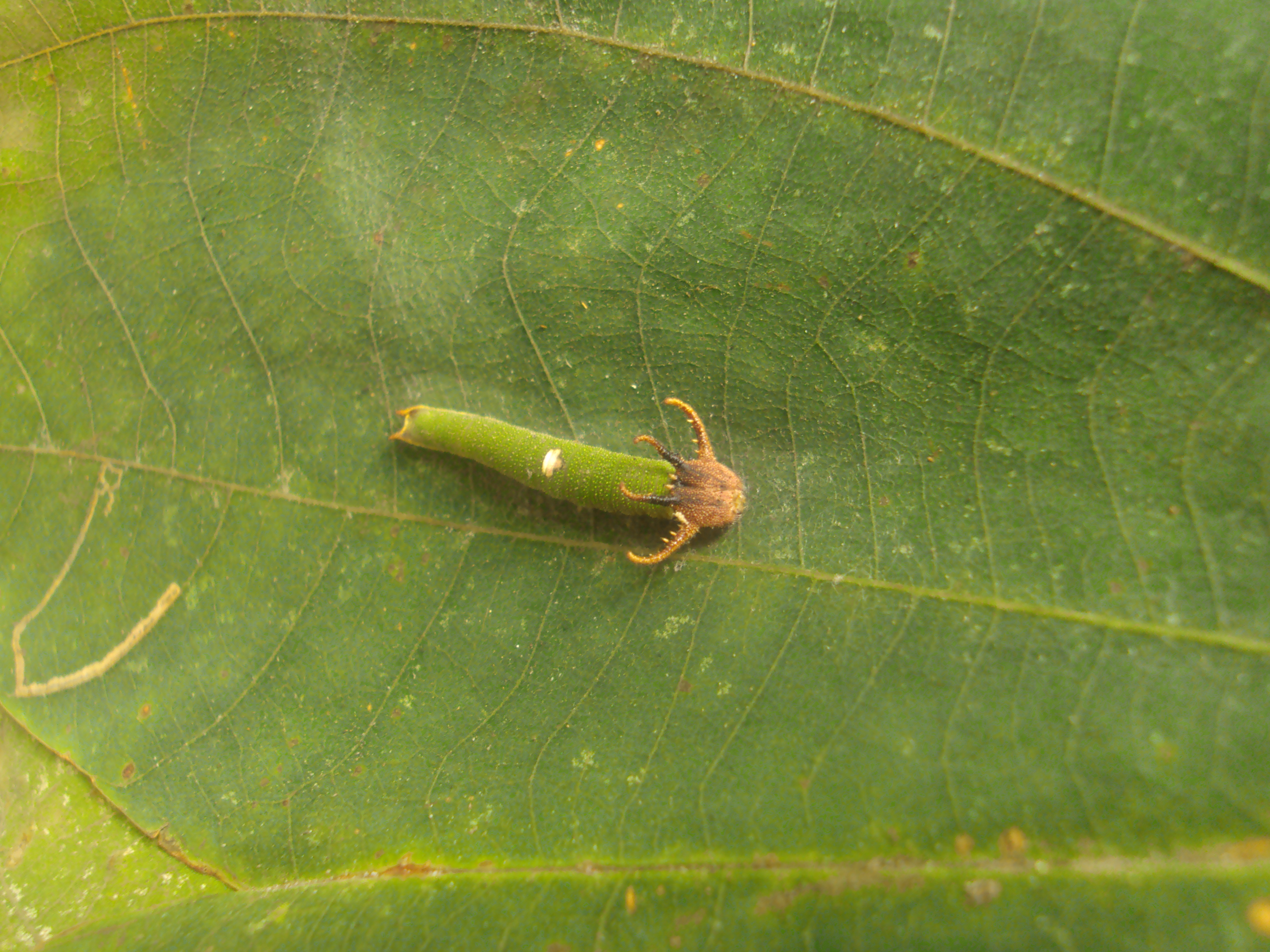
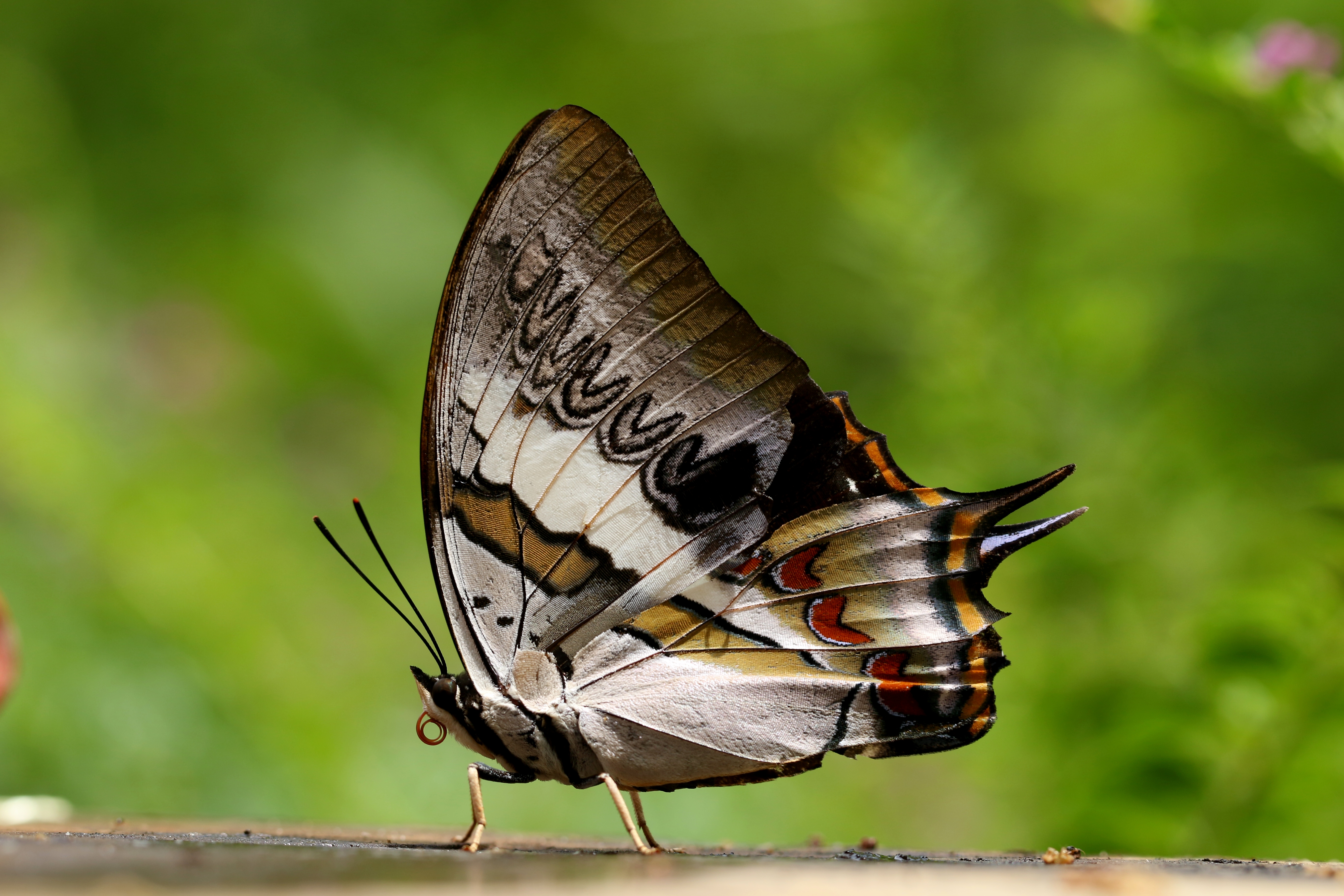
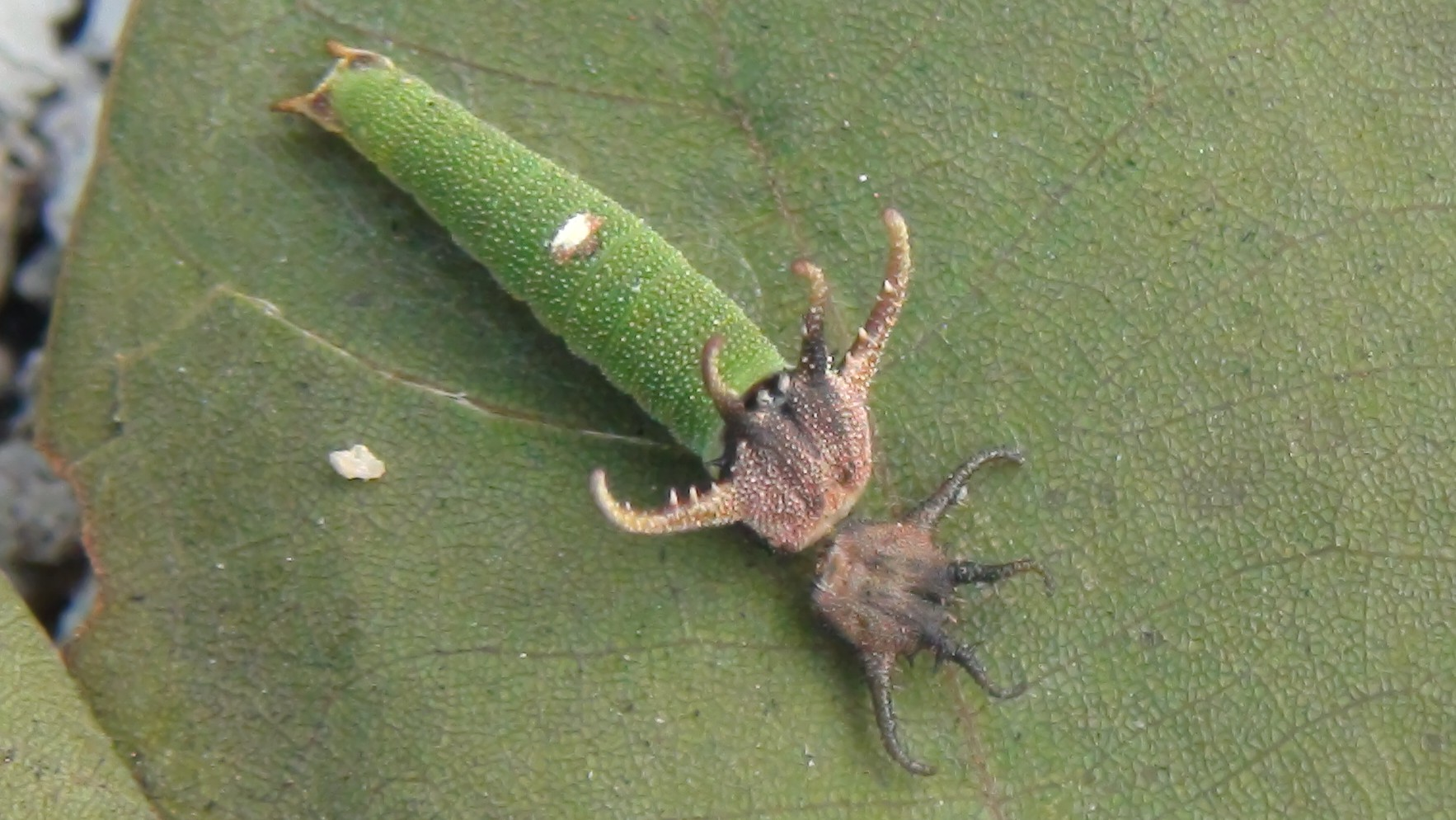